# 山田関口テレビ中継局
山田関口テレビ中継局（やまだせきぐちテレビちゅうけいきょく）は、岩手県下閉伊郡山田町に置かれているテレビ中継局。

## 所在地
- 岩手県下閉伊郡山田町山田字関口

## 中継局概要

### アナログテレビ
| 放送局名              | チャンネル | 空中線電力          | ERP                 | 放送対象地域 | 放送区域内世帯数 |
| mit岩手めんこいテレビ | 51ch       | 映像100mW /音声25mW | 映像210mW /音声53mW | 岩手県       | 不明             |
| TVIテレビ岩手         | 53ch       | 映像100mW /音声25mW | 映像210mW /音声53mW | 岩手県       | 不明             |
| IBC岩手放送           | 55ch       | 映像100mW /音声25mW | 映像210mW /音声53mW | 岩手県       | 不明             |
| NHK盛岡総合テレビ     | 57ch       | 映像100mW /音声25mW | 映像210mW /音声53mW | 岩手県       | 不明             |
| NHK盛岡教育テレビ     | 59ch       | 映像100mW /音声25mW | 映像210mW /音声53mW | 全国         | 不明             |

- 2011年7月24日で廃局となる予定だったが、同年3月11日に発生した東日本大震災の影響から、廃局が、2012年3月31日まで延期された。
- IATにはチャンネルが割り当てられていなかった。

### デジタルテレビ
| リモコンキーID | 放送局名              | 物理チャンネル | 空中線電力 | ERP  | 放送対象地域 | 放送区域内世帯数 |
| 1              | NHK盛岡総合テレビ     | 26ch           | 10mW       | 30mW | 岩手県       | 約70世帯         |
| 2              | NHK盛岡教育テレビ     | 27ch           | 10mW       | 30mW | 全国         | 約70世帯         |
| 4              | TVIテレビ岩手         | 29ch           | 10mW       | 30mW | 岩手県       | 約70世帯         |
| 5              | IAT岩手朝日テレビ     | 30ch           | 10mW       | 30mW | 岩手県       | 約70世帯         |
| 6              | IBC岩手放送           | 28ch           | 10mW       | 30mW | 岩手県       | 約70世帯         |
| 8              | mit岩手めんこいテレビ | 25ch           | 10mW       | 30mW | 岩手県       | 約70世帯         |

- 2010年9月28日に予備免許交付、12月9日に本免許交付、12月13日から本放送開始。
- IATは、当初非該当だったが、デジタル新局として開局した。

## 放送エリア・補足
- 山田町中心部の山沿いをカバーしているが、IAT岩手朝日テレビアナログは、当地に中継局を置いておらず、宮古中継局や山田中継局などを受信していた。